# 広島エルピーダメモリ
広島エルピーダメモリ株式会社（ひろしまエルピーダメモリ）は、かつて存在したDRAMを中心とした半導体の前工程事業を行っていた企業。エルピーダメモリの生産部門子会社であった。
2008年4月1日にエルピーダメモリに吸収合併され消滅。現在はマイクロンメモリジャパンの工場として稼動している。

## 概要
エルピーダメモリが広島日本電気の前工程事業を譲り受け、100%出資で設立した。建屋は広島日本電気のものである。当時、広島県東広島市に本社を置き、本社敷地内には親会社のエルピーダメモリの「広島開発センター」が設置され、現在に至るまで先端DRAM製品の開発を中心に業務を行っている。

## 沿革
- 1988年9月 - 広島日本電気株式会社が設立される。
- 2003年9月 - 広島エルピーダメモリ株式会社がエルピーダメモリの子会社として設立される[3]。
- 2004年9月 - 広島エルピーダメモリが広島日本電気の全資産を取得する[4]。
- 2008年4月1日 - 親会社のエルピーダメモリに吸収合併[1]。